# NGC 1402
NGC 1402 é uma galáxia lenticular localizada na direcção da constelação de Eridanus. Possui uma declinação de -18° 31' 37" e uma ascensão recta de 3 horas, 39 minutos e 30,4 segundos.
A galáxia NGC 1402 foi descoberta em 1886 por Frank Leavenworth.